# Bi sắt tại Đại hội Thể thao Đông Nam Á 2023
Bi sắt là một trong những môn thể thao được tranh tài tại Đại hội Thể thao Đông Nam Á 2023 ở Campuchia, dự kiến sẽ được tổ chức từ ngày 06 đến 13 tháng 05 năm 2023 tại Khu liên hợp thể thao Quốc gia Morodok Techo.

## Nội dung thi đấu
Môn Bi sắt (Petanque) tại SEA Games 32 có 11 nội dung như sau:
- Nam: Kỹ thuật, Đơn, Đôi, Bộ ba

- Nữ: Kỹ thuật, Đơn, Đôi, Bộ ba

- Phối hợp: Đôi nam nữ, Bộ ba 2 nữ 1 nam, Bộ ba 2 nam 1 nữ

## Chương trình thi đấu
| Ngày       | Giờ           | Sự kiện                                                            | Địa điểm                            | Vòng                           |
| ---------- | ------------- | ------------------------------------------------------------------ | ----------------------------------- | ------------------------------ |
| 05 tháng 5 | 9:00          | Sảnh chính trung tâm huấn luyện thể thao quốc gia                  |                                     |                                |
| 05 tháng 5 | 16:00         | Lễ khai mạc chính thức Đại hội Thể thao Đông Nam Á 2023            | Sân vận động Quốc gia Morodok Techo |                                |
| 06 tháng 5 | 8:00 - 12:00  | - Kĩ thuật nam - Kĩ thuật nữ                                       | Sân vận động Quốc gia               | Vòng loại                      |
| 06 tháng 5 |               | Nghỉ trưa                                                          | Khách sạn/Làng thể thao             |                                |
| 06 tháng 5 | 13:00 - 17:00 | - Kĩ thuật nam - Kĩ thuật nữ                                       | Sân vận động Quốc gia               | Bán kết                        |
| 06 tháng 5 | 13:00 - 17:00 | - Kĩ thuật nam - Kĩ thuật nữ                                       | Sân vận động Quốc gia               | Chung kết                      |
| 07 tháng 5 | 8:00 - 12:00  | - Đơn nam - Đơn nữ                                                 | Sân vận động Quốc gia               | Vòng loại                      |
| 07 tháng 5 |               | Nghỉ trưa                                                          | Khách sạn/Làng thể thao             |                                |
| 07 tháng 5 | 13:00 - 17:00 | - Đơn nam - Đơn nữ                                                 | Sân vận động Quốc gia               | Bán kết                        |
| 07 tháng 5 | 13:00 - 17:00 | - Đơn nam - Đơn nữ                                                 | Sân vận động Quốc gia               | Chung kết & Lễ trao huy chương |
| 07 tháng 5 | 17:00 - 18:00 | Lễ trao Huy Chương - Kĩ thuật nam - Kĩ thuật nữ - Đơn nam - Đơn nữ | Sân vận động Quốc gia               |                                |
| 08 tháng 5 | 8:00 - 12:00  | - Đôi nam - Đôi nữ                                                 | Sân vận động Quốc gia               | Vòng loại                      |
| 08 tháng 5 |               | Nghỉ trưa                                                          | Khách sạn/Làng thể thao             |                                |
| 08 tháng 5 | 13:00 - 17:00 | - Đôi nam - Đôi nữ                                                 | Sân vận động Quốc gia               | Bán kết                        |
| 08 tháng 5 | 17:00 - 18:00 | - Đôi nam - Đôi nữ                                                 | Sân vận động Quốc gia               | Chung kết & Lễ trao huy chương |
| 08 tháng 5 | 17:00 - 18:00 | Lễ trao Huy Chương                                                 | Sân vận động Quốc gia               |                                |
| 09 tháng 5 | 8:00 - 12:00  | - Đôi nam nữ                                                       | Sân vận động Quốc gia               | Vòng loại                      |
| 09 tháng 5 |               | Nghỉ trưa                                                          | Khách sạn/Làng thể thao             |                                |
| 09 tháng 5 | 13:00 - 17:00 | - Đôi nam nữ                                                       | Sân vận động Quốc gia               | Bán kết                        |
| 09 tháng 5 | 13:00 - 17:00 | - Đôi nam nữ                                                       | Sân vận động Quốc gia               | Chung kết & Lễ trao huy chương |
| 09 tháng 5 | 17:00 - 18:00 | Lễ trao Huy Chương                                                 | Sân vận động Quốc gia               |                                |
| 10 tháng 5 | 8:00 - 12:00  | - Bộ ba (1 nam) - Bộ ba (2 nam)                                    | Sân vận động Quốc gia               | Vòng loại                      |
| 10 tháng 5 |               | Nghỉ trưa                                                          | Khách sạn/Làng thể thao             |                                |
| 10 tháng 5 | 13:00 - 17:00 | - Bộ ba (1 nam) - Bộ ba (2 nam)                                    | Sân vận động Quốc gia               | Vòng loại                      |
| 11 tháng 5 | 8:00 - 12:00  | - Bộ ba (1 nam) - Bộ ba (2 nam)                                    | Sân vận động Quốc gia               | Vòng loại                      |
| 11 tháng 5 |               | Nghỉ trưa                                                          | Khách sạn/Làng thể thao             |                                |
| 11 tháng 5 | 13:00 - 17:00 | - Bộ ba (1 nam) - Bộ ba (2 nam)                                    | Sân vận động Quốc gia               | Bán kết                        |
| 11 tháng 5 | 13:00 - 17:00 | - Bộ ba (1 nam) - Bộ ba (2 nam)                                    | Sân vận động Quốc gia               | Chung kết & Lễ trao huy chương |
| 11 tháng 5 | 17:00 - 18:00 | Lễ trao Huy Chương                                                 | Sân vận động Quốc gia               |                                |
| 12 tháng 5 | 8:00 - 12:00  | - Bộ ba nữ - Bộ ba nam                                             | Sân vận động Quốc gia               | Vòng loại                      |
| 12 tháng 5 |               | Nghỉ trưa                                                          | Khách sạn/Làng thể thao             |                                |
| 12 tháng 5 | 13:00 - 17:00 | - Bộ ba nữ - Bộ ba nam                                             | Sân vận động Quốc gia               | Bán kết                        |
| 13 tháng 5 | 8:00 - 12:00  | - Bộ ba nữ - Bộ ba nam                                             | Sân vận động Quốc gia               |                                |
| 13 tháng 5 |               | Nghỉ trưa                                                          | Khách sạn/Làng thể thao             |                                |
| 13 tháng 5 | 13:00 - 17:00 | - Bộ ba nữ - Bộ ba nam                                             | Sân vận động Quốc gia               | Chung kết & Lễ trao huy chương |
| 13 tháng 5 | 17:00 - 18:00 | Lễ trao Huy Chương                                                 | Sân vận động Quốc gia               |                                |

## Bảng huy cương
| Hạng               | Đoàn               | Vàng | Bạc | Đồng | Tổng số |
| ------------------ | ------------------ | ---- | --- | ---- | ------- |
| 1                  | Thái Lan           | 6    | 0   | 5    | 11      |
| 2                  | Lào                | 3    | 2   | 4    | 9       |
| 3                  | Malaysia           | 1    | 1   | 3    | 5       |
| 4                  | Myanmar            | 1    | 0   | 0    | 1       |
| 5                  | Campuchia          | 0    | 6   | 4    | 10      |
| 6                  | Việt Nam           | 0    | 2   | 5    | 7       |
| 7                  | Philippines        | 0    | 0   | 1    | 1       |
| Tổng số (7 đơn vị) | Tổng số (7 đơn vị) | 11   | 11  | 22   | 44      |

## Danh sách huy chương
| Event                             | Vàng                                                                                            | Bạc | Đồng                                                                                         |
| --------------------------------- | ----------------------------------------------------------------------------------------------- | --- | -------------------------------------------------------------------------------------------- |
| Men's shooting                    | Phoudthala Keokannika · Lào                                                                     | Thong Chhoeun · Campuchia                                                                                | Supan Thongphoo · Thái Lan                                                                   |
| Men's shooting                    | Phoudthala Keokannika · Lào                                                                     | Thong Chhoeun · Campuchia                                                                                | Nguyễn Văn Dũng · Việt Nam                                                                   |
| Men's singles                     | Saiful Bahri Musmin · Malaysia                                                                  | Bountamy Southammavong · Lào                                                                             | Akkrachai Meekhong · Thái Lan                                                                |
| Men's singles                     | Saiful Bahri Musmin · Malaysia                                                                  | Bountamy Southammavong · Lào                                                                             | Sok Chanmean · Campuchia                                                                     |
| Men's doubles                     | Thái Lan · Aekkarin Kaewla · Ratchata Khamdee                                                   | Campuchia · Pheap Vakhim · Puth Yon Chandara                                                             | Việt Nam · Ngô Ron · Danh Sà Phanl                                                           |
| Men's doubles                     | Thái Lan · Aekkarin Kaewla · Ratchata Khamdee                                                   | Campuchia · Pheap Vakhim · Puth Yon Chandara                                                             | Malaysia · Mohd Fadzrul Ismansyah Faizal · Muhd Adam Haiqal Zaki                             |
| Men's triples                     | Thái Lan · Chareonwit Ketsattaban · Anuphon Phathan · Thawonsith Ratchakot · Thanakorn Sangkaew | Campuchia · Born Sidaet · Heng Than · Koy Sopheaktra · Tep Nora                                          | Lào · Phoutsana Lanvongheng · Khalouy Phetvaly · Khenthong Ounnalom · Maisanh Viphakon       |
| Men's triples                     | Thái Lan · Chareonwit Ketsattaban · Anuphon Phathan · Thawonsith Ratchakot · Thanakorn Sangkaew | Campuchia · Born Sidaet · Heng Than · Koy Sopheaktra · Tep Nora                                          | Việt Nam · Huỳnh Phước Nguyên · Huỳnh Thiên Ân · Thạch Tuấn Thanh · Võ Minh Luân             |
|                                   |                                                                                                 | |                                                                                              |
| Women's shooting                  | Khin Cherry Thet · Myanmar                                                                      | Nguyễn Thị Thi · Việt Nam                                                                                | Rodsukhon Thongthanom · Thái Lan                                                             |
| Women's shooting                  | Khin Cherry Thet · Myanmar                                                                      | Nguyễn Thị Thi · Việt Nam                                                                                | Oum Davin · Campuchia                                                                        |
| Women's singles                   | Sirion Sarachip · Thái Lan                                                                      | Thái Thị Hồng Thoa · Việt Nam                                                                            | Souksada Silichanh · Lào                                                                     |
| Women's singles                   | Sirion Sarachip · Thái Lan                                                                      | Thái Thị Hồng Thoa · Việt Nam                                                                            | Nur Durratul Iffah Yazit · Malaysia                                                          |
| Women's doubles                   | Lào · Aly Sengchanphet · Chindavone Sisavath                                                    | Campuchia · Thea Samphors · Thyvann Chhum                                                                | Thái Lan · Thongsri Thamakord · Phantipha Wongchuvej                                         |
| Women's doubles                   | Lào · Aly Sengchanphet · Chindavone Sisavath                                                    | Campuchia · Thea Samphors · Thyvann Chhum                                                                | Philippines · April Alarcon · Maria Corazon Soberre                                          |
| Women's triples                   | Thái Lan · Lalita Chiaochan · Kantaros Choochuay · Panadda Jandung · Aumpawan Suwannaphruk      | Lào · Kaithong Keophila · Noneny Phanthaly · Aly Sengchanphet · Boutsady Sengmany · Pinmany Vongsee      | Campuchia · Duong Dina · Khoun Yary · Ouk Sreymom · Sreng Sorakhim                           |
| Women's triples                   | Thái Lan · Lalita Chiaochan · Kantaros Choochuay · Panadda Jandung · Aumpawan Suwannaphruk      | Lào · Kaithong Keophila · Noneny Phanthaly · Aly Sengchanphet · Boutsady Sengmany · Pinmany Vongsee      | Việt Nam · Nguyễn Thị Cẩm Duyên · Nguyễn Thị Lan · Trần Thị Diễm Trang · Trịnh Thị Kim Thanh |
|                                   |                                                                                                 | |                                                                                              |
| Mixed doubles                     | Thái Lan · Nantawan Fueangsanit · Sarawut Sriboonpeng                                           | Campuchia · Nop Chourlyka · Sao Sophearann                                                               | Lào · Tingxanh Keokannika · Noy Manythone                                                    |
| Mixed doubles                     | Thái Lan · Nantawan Fueangsanit · Sarawut Sriboonpeng                                           | Campuchia · Nop Chourlyka · Sao Sophearann                                                               | Việt Nam · Huỳnh Công Tâm · Nguyễn Thị Thúy Kiều                                             |
| Mixed triples (2 men and 1 woman) | Lào · Nidavanh Douangmanichanh · Vilasack Lathsavong · Somsamay Xamounty                        | Campuchia · Sin Vong · Vorng Chantha · Yim Sophorn                                                       | Malaysia · Akhtar Shauqi Aini Dom · Amirol Mukminin Dali · Jasnina Jasmine Johan Johnson     |
| Mixed triples (2 men and 1 woman) | Lào · Nidavanh Douangmanichanh · Vilasack Lathsavong · Somsamay Xamounty                        | Campuchia · Sin Vong · Vorng Chantha · Yim Sophorn                                                       | Thái Lan · Phongsakorn Ainpu · Piyamart Prapassorn · Panukorn Roeksanit                      |
| Mixed triples (2 women and 1 man) | Thái Lan · Anupong Khamfu · Sudarat Tasorn · Nattaya Yoothong                                   | Malaysia · Mohd Muiz Ezham Mohd Rizan · Nur Thahira Tasnim Abdul Aziz · Sharifah Afiqah Farzana Syed Ali | Campuchia · Keo Sovanna · Sieng Vanna · Vann Monika                                          |
| Mixed triples (2 women and 1 man) | Thái Lan · Anupong Khamfu · Sudarat Tasorn · Nattaya Yoothong                                   | Malaysia · Mohd Muiz Ezham Mohd Rizan · Nur Thahira Tasnim Abdul Aziz · Sharifah Afiqah Farzana Syed Ali | Lào · Lar Mienmany · Manivanh Souliya · Bovilak Thepphakan                                   |